# Leea indica

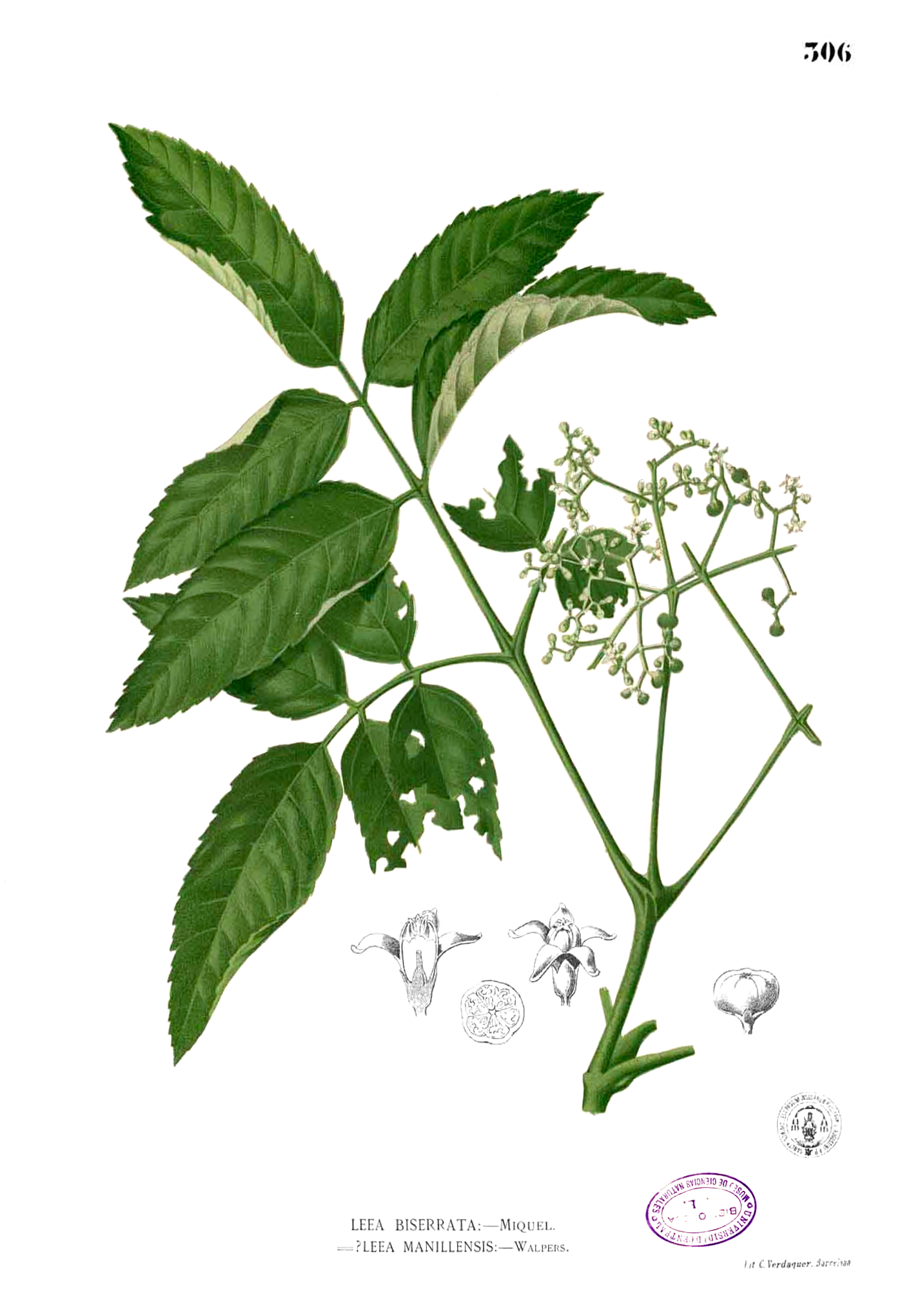
Illustration

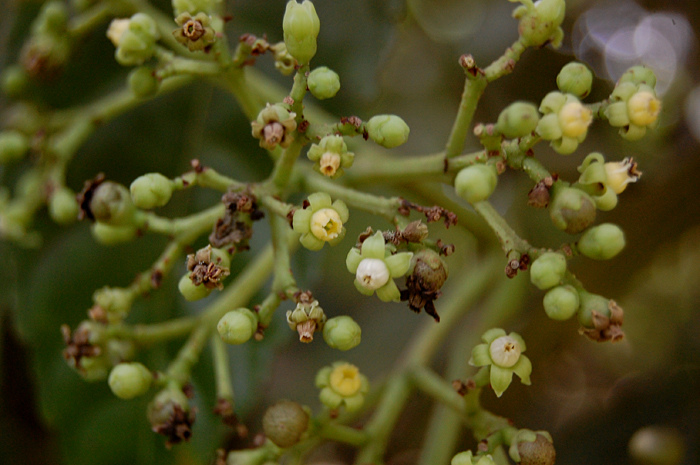
Blütenstand

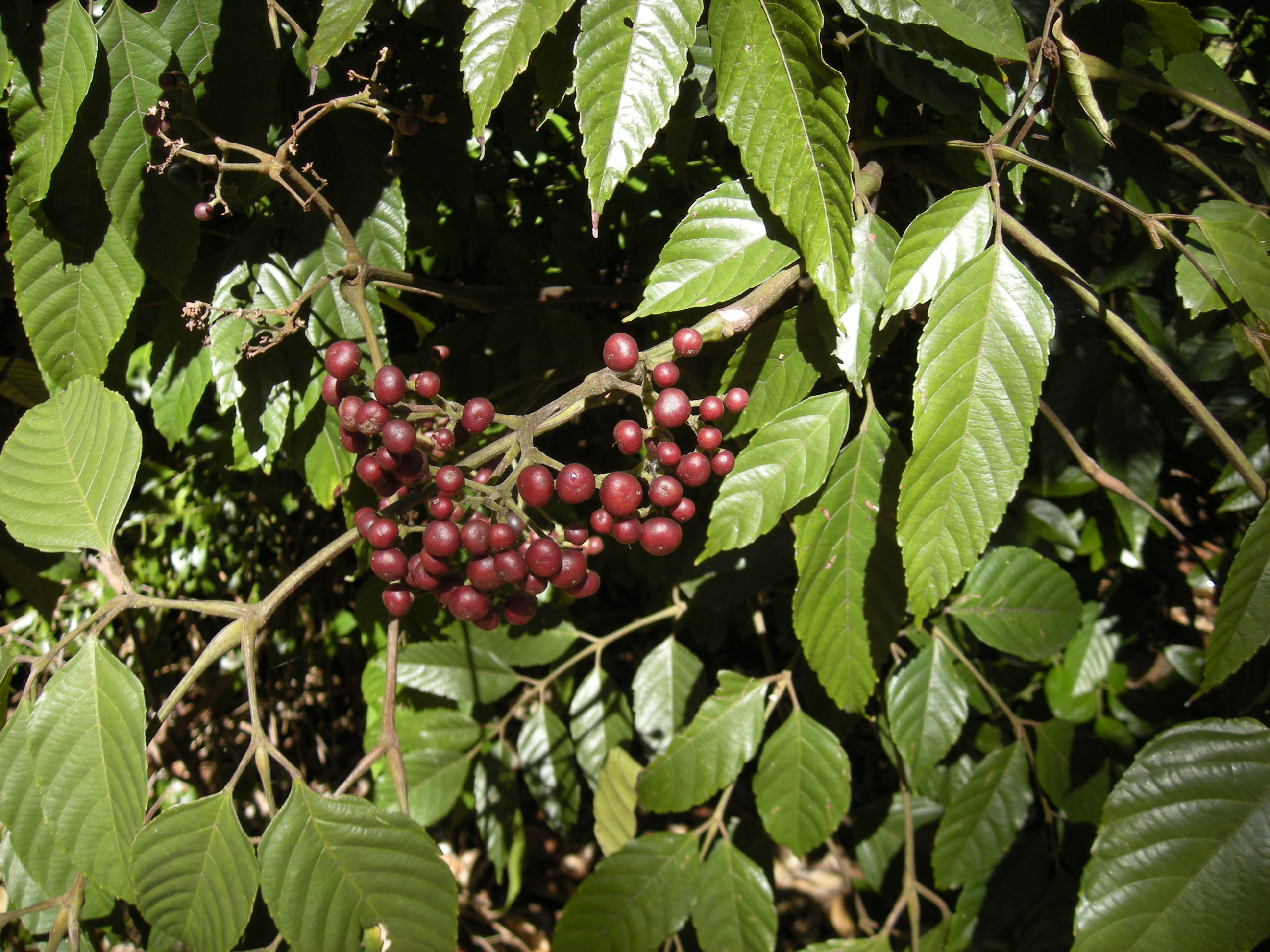
Nicht ganz reifer Fruchtstand

Leea indica ist eine Pflanzenart in der Familie der Weinrebengewächse aus Nepal, Indien, Sri Lanka, Südostasien, Südchina bis nach Neuguinea und dem Bismarck-Archipel bis nach Vanuatu und Fidschi.

## Beschreibung
Leea indica wächst als Strauch oder selten als kleinerer Baum bis über 10 Meter hoch. Manchmal werden Stelzwurzeln gebildet.
Die wechselständigen, lang gestielten Laubblätter sind unpaarige gefiedert mit bis zu 5–7 Blättchen. Der Blattstiel ist 10 bis über 25 Zentimeter lang und die Rhachis bis über 35 Zentimeter. Die gestielten und großen, gesägten bis gekerbten, leicht ledrigen, mehr oder weniger behaarten bis kahlen Blättchen sind eiförmig, -lanzettlich bis verkehrt-eiförmig, -eilanzettlich oder elliptisch und 10 bis über 30 Zentimeter lang sowie spitz bis geschwänzt. Die Blättchenstiele sind bis 2–3 Zentimeter lang. Die Blättchen sind unterseits heller und die Nervatur ist gefiedert und oberseits leicht eingeprägt. Es sind früh abfallende, recht große Nebenblätter ausgebildet.
Es werden meist lockere, eher breite, mehr oder weniger behaarte bis kahle und rispige Blütenstände gebildet. Die kleinen, grünlich-weißen und fünfzähligen, gestielten Blüten mit doppelter Blütenhülle sind zwittrig. Der kleine, fein behaarte bis kahle Kelch ist becherförmig und die dreieckigen Kelchzipfel sind nur klein. Die eiförmigen, zurückgelegten und klappigen Petalen sind an der Spitze leicht kapuzenförmig und im unteren Teil mit dem röhrigen bis urnenförmigen, aufrechten, lappigen Diskus und Staubblattgewebe verwachsen (oder nach früherer Meinung der Staminodialröhre). Es sind 5 sehr kurze Staubblätter vorhanden, die hakig nach innen, zwischen die Lappen der oben gekerbten Diskus-Staubblattröhre, neigen bzw. hängen. Der mehrkammerige, relativ flache Fruchtknoten mit kurzem Griffel ist oberständig.
Es werden leicht zusammengedrückt rundliche, mehrsamige und schwärzliche, bis 0,8–1,3 Zentimeter große, schwach bis leicht gelappte Beeren mit beständigem Kelch gebildet. Die bis zu 6 dunkelbraunen, etwa halbmondförmigen Samen sind bis 5 Millimeter groß.

## Verwendung
Die Früchte sind essbar, wie auch junge Pflänzchen.
Die Blätter, Wurzeln und Blütenstände werden medizinisch genutzt.